# 平松小いとゞ
平松 小いとゞ（ひらまつ こいとど、1916年（大正5年）9月26日 - 1944年（昭和19年）6月7日）は、日本の俳人。
和歌山県新宮市出身。父・竈馬の影響下、高濱虛子に師事、時にユーモアを交えた繊細で家庭的な温もりを持つ作風であったが、学徒動員で出兵、中国河南省での作戦に従軍、戦闘中に敵軍の銃弾に斃れた。《紙白く書き遺すべき手あたゝむ》は、出兵に際しての遺書とも取れ、命日は「白紙忌」と名付けられた。

## 経歴

### 幼少年期
1916年（大正5年）9月26日、父・平松竈馬（「ホトトギス」俳人、本名義彦、俳号はいとどとも、いとゞとも記される）、母・おとえの長男として、和歌山県東牟婁郡新宮町磐盾に生まれる。本名は一郎。父・竈馬は1921年（大正10年）3月に「濱子」という俳句雑誌を出していた義兄・大野郊外（1915年3月16日歿）の七回忌を執り行い、「郊外遺稿」を編む。また、4月、俳句雑誌「熊野」を創刊。後に「熊野」は小いとゞの一大拠点となった。
1923年（大正12年）、第二尋常小学校（後の蓬萊小学校）入学。1926年（大正15年）、「熊野」8月号「雑詠」（島田青峰選）に《ぬれ草に大きく光る螢かな》など二句が入選し、俳句を作り始める。当初より俳号は小いとゞであった。同年「ホトトギス」10月号「各地俳句界」欄（西山泊雲選）に《木の枝に浴衣を掛けて夕すゞみ》が載り、「ホトトギス」に始めて足跡を残す。同年「熊野」11月号掲載の《海の上一めぐりして鳥渡る》は、歿後の1947年に刊行された『五人俳句集』（高濱虛子選、菊山九園編、竹書房）の巻頭句で、虛子が認めた最も初期の小いとゞ作品となる。1928年（昭和3年）、「ホトトギス」8月号「雑詠」（高濱虛子選）に《野遊につゝじを掘つてきたりけり》が初入選。
1929年（昭和4年）、新宮中学校（現、新宮高等学校）へ進学。この頃、「熊野」に女子を含む小いとゞの同年代の学生の投句が増えている。また、小いとゞ自身は、本名・一郎で投句することが屢々あった。

### 青年期
1933年（昭和8年）、虛子の代表句の一《神にませばまこと美はし那智の滝》を生んだ虚子先生歓迎熊野吟社春季大会に出席。1934年（昭和9年）、第三高等学校文科乙類に入学、京都市山科に下宿する。1937年（昭和12年）4月 - 8月、郷里熊野の赤木尋常小学校代用教員に任命される。この時のことを小いとゞは「子供らとの追憶」「幹夫のこと」という小説仕立てのエッセイにまとめ、「熊野」に発表した。
1938年（昭和13年）、京都帝国大学法学部に入学。この頃より、鈴鹿野風呂の知遇を得る。同年11月に刊行された竈馬第一句集『熊野路』は、「印刷所との掛合から、装幀、体裁、組方、校正、その他微細なる点に至るまで」小いとゞの協力でなった一本だった。1939年10月、京大三高ホトトギス会の仲間と、琵琶湖ホテル滞在中の高濱虛子を訪ねる。「小いとゞ君を先頭に」と、虛子は『五人俳句集』「序」で述懐している。
1941年（昭和16年）10月、高等試験司法科合格。12月、臨時徴兵検査を受ける。12月28日、京都帝国大学を繰上卒業。

### 応召から戦死
1942年（昭和17年）1月、司法官試補、東京民事地方裁判所及び東京刑事地方裁判所の検事局付きとなる。2月、応召、和歌山の部隊で内地勤務。小いとゞ宛虛子書簡《平松の緑目出度武運かな　虛子》。同「熊野」4月号にて、小いとゞは《伊太祁曾はわけても春の木々の神》他で「雑詠」（竈馬選）巻頭を得る。5月、和歌山から列車で久留米陸軍予備士官学校へ赴く。6月、伍長に任官される。「熊野」7月号より「筑紫便り」を3ヶ月連載。竈馬宛に送られた俳句を交えながら消息を知らせる葉書を纏めたものである。久留米では激しい実戦訓練の日々を送るが、俳句は作り続けられた。
1943年（昭和18年）12月、少尉に任官される。
1944年（昭和19年）正月、帰省。偶会が持たれ《勝つための屠蘇ありがたしうち酔ひぬ》《動員の夜はしづかに牡丹雪》《酷寒の瘴癘の地の孰れとも》《紙白く書き遺すべき手あたゝむ》などを出す。このうちの後三句「動員の」「酷寒の」「紙白く」が「ホトトギス」4月号「雑詠」に載り、小いとゞにとって初巻頭であった。翌朝には《干大根静かや家に別れんとす》などとも詠んでいる。
2月半ば、門司港より船で出征《冬海に泛び故国を離れたり》、北支方面軍派遣。釜山より汽車で中国に入る《寒月下アリナレ動くとも見えず》。しかし、仮の陣地に入ってもまだ余裕はあった《いくさ閑惜春なきにしもあらず》《仮陣に薔薇活けさすも我がこのみ》。戦史によると、霊宝作戦が6月1日から始まっており、それに従軍したものと考えられている《尖兵長命ぜられ麦畑に地図ひろげ》。初の実戦が尖兵長であった。
6月5日、雨中を前進する。雨期、豪雨の中の体温を奪われ、体力を消耗する前進であった《寒く暗く豪雨に腹も水漬き征く》。1944年の句の正確な制作日は、分かっていない。しかし、『平松小いとゞ全集』（谷口智行編、2020、邑書林）は句を「寒く暗く」の句に続く次の四句で締めている。《焚火まづ豪雨にぬれし地図を干す》《将校斥候秘してぞ行くも五月闇》《五月闇に弾吐く銃丸見つけたり》《緑蔭より銃眼嚇と吾を狙ふ》。敵弾は顔面に命中し、小いとゞは仮陣へ運び込まれた。6月7日午後7時「ホトトギス十一月号の雑詠句を初めから読んでくれと言ひ、前島（譲）君が読むのを聞きながら莞爾として大往生を遂げた」。
享年二十九、満二十七歳八ヶ月の、戦争に翻弄された若き俳人の生涯であった。
戦後、「熊野」在籍の俳人たちは、6月7日を「白紙忌」として、小いとゞの人柄と業績を偲んだ。

## 著書
- 『平松小いとゞ全集』（谷口智行編、黄土眠兎・森奈良好編集協力、2020、邑書林、ISBN  9784897099040 ）

共著
- 『五人俳句集』（高濱虛子選、菊山九園編、1947、竹書房＝東京に現存する竹書房とは別会社）
- 『戦歿学徒五人句文集』（高濱虛子選、菊山九園編、1965、書林三余舎→先の『五人俳句集』に、小いとゞ及び菊山有星の文章を増補した改訂版である）

## 俳句作品
「経歴」に引用の句は除く。作品の表記は『平松小いとゞ全集』に依った。
- 春の水石にあたりてくだけけり（1927）
- 美しき水着の死人上りけり（1931）
- 冬晴の大磐盾の下を行く（1933）
- 蘆の穂に彦根の城は遠きかな（琵琶湖周航）（1935）
- 雪の傘さし来る人を母と見し（1938）
- まぼろしよ炉辺に悴む父がふと（1939）
- 母に書くときは子供でゆすらうめ（1939）
- 炉話の父には言へず母に言ふ（1939）
- 水仙黄母に似し妻もたまほし（1940）
- 恋かなし宵かなし小倉百人かなし（1940）
- 友ら征けり閑居の屏風蹴つて征けり（1940）
- 母はわが鬼子母善神お彼岸会（1940）
- 五月来ぬ四月はひとをおもひしが（1940）
- 河骨はあちらこちらにぱつぱつと黄（1940）
- 麦の芽や海風さくるすべもなく（1942）
- 雨つよきあやめの沼の沼べりを土にまみれし兵らすぎゆく（短歌一首）（1942）
- 暑に倒れしと看とるとを見てすぐるのみ（1942）
- 灼土匍匐勝たんとすればこの戦術（1942）
- 春眠の夢の涙は玉をなし（1943）
- 復逢はむ別れの電話切る寒し（1944）
- 月の陣母恋ふことは許さるる（1944）
- 敵陣の麦畑実包薬莢散り（1944）
- 銀漢も泣けわが部下の骨拾ふ（1944）
- 土に穂麦に地雷禍の肉とび散りぬ（1944）
- 尖兵急麦熟れ敵屍遺棄せられ（1944）
- 地図の道雨季がつくりし川に消ゆ（1944）